# Young and Dangerous 3
Série
Young and Dangerous 2
(1996) Young and Dangerous 4
(1997)
Pour plus de détails, voir Fiche technique et Distribution.
Young and Dangerous 3 (古惑仔3之隻手遮天, Goo waak zai 3: Jek sau je tin) est un film d'action hongkongais réalisé par Andrew Lau et sorti en 1996 à Hong Kong.
Troisième volet de la série des Young and Dangerous, sa suite, Young and Dangerous 4 (1997), sort l'année suivante.

## Synopsis
Plusieurs semaines après l'élection de Chan Ho-nam (Ekin Cheng) à la tête de la branche de Causeway Bay de la triade Hung Hing, Chiu le poulet (Jordan Chan), après avoir rejoint la triade taïwanaise San Luen, est réintroduit dans la Hung Hing par le président Chiang Tin-sung (Simon Yam). Dans le même temps, la triade rivale Tung Sing, dirigée par Lok le chameau (Chan Wai-wan) commence à se faire une réputation en établissant des bars et des clubs aux côtés des territoires de la Hung Hing. Les choses se tendent quand un membre de la Tung Sing appelé Corbeau (Roy Cheung) alimente une rivalité entre lui et Ho-nam, avec la menace d'une guerre ouverte entre les deux triades. Pendant ce temps, Smartie (Gigi Lai), petite amie bégayante de Ho-nam, qui avait été grièvement blessée dans un accident de la route et était restée dans le coma, se réveille amnésique et ne se souvient plus de sa première rencontre avec Ho-nam. Quoi qu'il en soit, ce-dernier l'assure que lui et ses amis la protégeront. D'un autre côté, Lam l'arme fatale (Spencer Lam) présente sa fille Shuk Fan (Karen Mok) à Poulet, après avoir été de bons amis et une source de conseils pour lui.
Durant un voyage d'affaires à Amsterdam avec sa maîtresse et Ho-nam, le président Chiang est assassiné par des voyous. Alors que le reste de la Hung Hing pense que le coup a été orchestré par Ho-nam, c'est en fait Corbeau qui a ordonné la mort du président, utilisant sa maîtresse pour falsifier les preuves, piégeant Ho-nam. Alors que celui-ci se cache à Hong Kong, Corbeau est réprimandé par Chameau. Corbeau tue alors son propre patron et maquille la scène pour faire croire à un assassinat de la Hung Hing. Ivre de pouvoir, Corbeau ne souhaite rien de plus que détruire la Hung Hing et ordonne à ses hommes de rechercher sans relâche Ho-nam, qui réalise rapidement le piège et s'enfuit avec Smartie, jusqu'à ce que ses hommes parviennent à les séparer. Dans leur fuite, Smartie est capturée mais reçoit un coup à la tête qui lui restitue des souvenirs. Corbeau envoie un message à Ho-nam : s'il veut que son nom soit lavé et que sa femme revienne, il doit le rencontrer seul.
Néanmoins, Corbeau ne tient pas parole et tue froidement Smartie devant Ho-nam. Juste au moment où Corbeau est sur le point de l'achever, Poulet fait irruption et parvient à le neutraliser pour assurer la sécurité de Ho-nam. Celui-ci emporte le corps de Smartie et lui donne des funérailles honorables. Désormais guidé uniquement par la vengeance, Ho-nam décide de marcher sur le territoire de la Tung Sing et tue Corbeau par accident lors des funérailles de Chameau. Les amis de Ho-nam et le reste de la Hung Hing parviennent à capturer le membre de la Tung Sing appelé Tigre (Ng Chi-hung), qui raconte toute l'histoire de Corbeau qui a tué les deux dirigeants de leur triade. Corbeau n'a plus nulle part où fuir et, au beau milieu d'une bagarre entre la Hung Hing et la Tung Sing, il est tué dans un bûcher funéraire. La Tung Sing recule alors et la Hung Hing rétablit son contrôle sur ses territoires.

## Fiche technique
- Titre : Young and Dangerous 3
- Titre original : 古惑仔3之隻手遮天 (Goo waak zai 3: Jek sau je tin)
- Réalisation : Andrew Lau
- Scénario : Manfred Wong
- Photographie : Andrew Lau
- Montage : Marco Mak et Ma Ko
- Musique : Clarence Hui et Ronald Ng
- Production : Manfred Wong
- Sociétés de production et de distribution : Golden Harvest et BoB and Partners Co. Ltd. (en)
- Pays d'origine :  Hong Kong
- Langue originale : cantonais et teochew
- Format : couleur
- Genre : action et film de gangsters
- Durée : 98 minutes
- Dates de sortie :
  -  Hong Kong : 30 mars 1996

## Distribution
- Ekin Cheng : Chan Ho-nam
- Jordan Chan : Chiu le poulet
- Gigi Lai : Smartie/Stammer
- Karen Mok : Shuk-Fan / Wasabi
- Jerry Lamb : Bou Pei
- Michael Tse : Dai Tin-yee
- Simon Yam : Chiang Tin-sung
- Jason Chu : Pelure de banane
- Roy Cheung : Corbeau
- Ng Chi-hung : Tigre
- Lam Sheung Yee (en) : Père Lam
- Anthony Wong Chau-sang : Tai Fai
- Michael Chan (en) : Lok le chameau
- Blackie Ko : Blackie Ko Chi-wah
- Halina Tam (en) : K.K.
- Helena Law : Granny
- Victor Hon : Oncle Huit doigts
- Chingmy Yau
- Lee Siu-kei : Key
- Danny Chan Kwok-kwan
- Sammuel Leung : Sze le gros
- Daniel Ng
- Nelson Wai Chow : un voyou de la 14K
- Brendan Chow : le garçon noir
- Oscar Au : le garçon en retard